# Cockayne Hatley
Cockayne Hatley är en by i civil parish Wrestlingworth and Cockayne Hatley, i distriktet Central Bedfordshire, i grevskapet Bedfordshire i England. Byn är belägen 21 km från Bedford. Cockayne Hatley var en civil parish fram till 1985 när blev den en del av Wrestlingworth and Cockayne Hatley. Civil parish hade 122 invånare år 1961. Byn nämndes i Domedagsboken (Domesday Book) år 1086, och kallades då Hatelai.